# Alija Nametak
Alija Nametak (Mostar, 6. ožujka 1906. – Sarajevo, 8. studenoga 1987.) bio je bosanskohercegovački pripovjedač, dramatičar, folklorist, bošnjački i hrvatski književnik. Jedan je od najsnažnijih predstavnika bosanskohercegovačke muslimanske hrvatske književnosti polovicom 20. stoljeća.

## Životopis
Alija Nametak rodio se u Mostaru 1906. godine. Pučku školu i gimnaziju završio je u rodnome Mostaru. U Zagrebu je 1929. godine završio Filozofski fakultet. Prvim novelističkim tekstovima javio se u zagrebačkim književnim časopisima za vrijeme studija (Književnik, Omladina, Savremenik, Vijenac, Hrvatsko kolo). U Sarajevu je od 1929. do 1945. godine uređivao Novi Behar, a od 1933. do 1945. godine uređivao je i kalendar Narodnu uzdanicu. Uspostavom NDH bio je imenovan na mjesto ravnatelja Hrvatskog državnog kazališta u Sarajevu. Za vrijeme NDH surađivao je i objavljivao u Hrvatskome narodu, Hrvatskoj svijesti, Novom listu i Hrvatskoj pozornici a u Sarajevu su se izvodila i njegova djela Omer za naćvama i Zabavni odbor. Nakon sloma NDH osuđen je na petnaest godina zatvora, od čega je odležao devet te je pušten 1954. godine. Zbog njegove apolitičnosti nove komunističke vlasti nisu ga mogle suditi kao dužnosnika ustaškoga režima pa su ga sudili kao "reakcionara", "hrvatskog nacionalnog književnika" a i poradi njegove religioznosti te hrvatskoga rodoljublja. Poslije odslužene robije radio je kao knjižničar u knjižnici Muzičke akademije. Pokušao se i književno reaktivirati ali mu je isprva bilo onemogućeno. Od izlaska iz zatvora do smrti bio je članom Društva hrvatskih književnika.
Umro je u Sarajevu 1987. godine.

## Književno stvaralaštvo
Intenzivno se bavio sakupljanjem i objavljivanjem usmene književnosti i etnografske građe. Izopćen iz bosanskohercegovačkog književnog života, zbog aktivnog sudjelovanja u kulturnom i književnom životu za vrijeme NDH-a, ponovo je počeo objavljivati tek nakon dugogodišnje šutnje. Godine 1966. uz pomoć Dubravka Jelčića uspijeva objaviti, u zagrebačkoj nakladničkoj kući Znanje, svoje pripovijetke Trava zaboravka, a poslije objavljuje Tuturuza i šeh Meco (Zagreb 1978.). Značajan pripovjedač, koji izvornim darom i sjajnim osjećanjem jezika u svojim najboljim novelama nadrasta ograničenja tradicionalističkih književnih i životnih nazora. Punu i pravu recepciju Nametkove proze trajno je omela njegova politička ekskomuniciranost i građanska marginaliziranost. U knjizi Sarajevski nekrologij, objavljenoj posmrtno (Zürich, 1994.), Nametak se pokazuje kao novovjekovni Bašeskija - kroničar koji britkim jezikom i kroz briljantne novelističke krokije, i toplo i ironično u isti mah, svjedoči o životu tradicionalne sarajevske muslimanske sredine kao cijeloga jednog paralelnog, zatajenog mikrokozmosa u vremenu epohalnih društvenih i političkih promjena (1961. – 1985.).

## Djela
- Bajram žrtava: novele, Matica hrvatska, Zagreb, 1931.
- Dobri Bošnjani: crtice, pripovijesti, novele, Matica hrvatska, Zagreb, 1937.
- Islamski kulturni spomenici turskoga perioda u Bosni i Hercegovini, Državna štamparija, Sarajevo, 1939.
- Ramazanske priče, H. A. Kujundžić, Sarajevo, 1941., (2. izd. Sarajevo, 1944.; 3. izd. vl. naklada, Sarajevo, 1967.[6])
- Za obraz: novele i legende, Matica hrvatska, Zagreb, 1942.
- Omer za naćvama: pučki igrokaz iz seoskog života u Bosni s pjevanjem, u 3 čina, vl. naklada, Sarajevo, 1942. (2. izd., vl. naklada, Sarajevo, 1969.)
- Mladić u prirodi: lovačke i druge omladinske priče, H. A. Kujundžić, Sarajevo, 1943.
- Dan i sunce, Hrvatska državna tiskara, Zagreb, 1944.
- Abdullah-paša u kasabi, Nova tiskara Vrček i dr., Sarajevo, 1945.
- Trava zaboravka, Znanje, Zagreb, 1966.
- Izabrana djela / A. Muradbegović, J. Kušan, A. Dean, A. Nametak, prir. Dubravko Jelčić, Pet stoljeća hrvatske književnosti, knj. 108, Matica hrvatska-Zora, Zagreb, 1969.
- Tuturuza i šeh Meco, Nakladni zavod Matice hrvatske, Zagreb, 1978.

### Posmrtno
- Trava zaboravka: izabrane pripovijetke, prir. Enes Duraković, Svjetlost, Sarajevo 1991.
- Sarajevski nekrologij, Bošnjački institut-Nakladni Zavod Globus, Zürich, 1994., (Civitas, Sarajevo, 2004.)
- Sarajevske uspomene, Hrvatska sveučilišna naklada, (tekstove odabrao i za tisak pripremio dr. Fehim Nametak), Zagreb, 1997.
- Trava zaboravka: izabrane novele, Biblioteka Ars Lektira, Sarajevo Publishing, Sarajevo. 1998.

### Priredio
- Nasrudin-hodža. Njegove šale i dosjetke, Mostar, 1928.
- "Musa Ćazim Ćatić", Hrvatski muslimanski kalendar, Mostar, 1930.
- Narodne junačke muslimanske pjesme: sabrao i izdao Alija Nametak, vl. naklada, Sarajevo, 1938. (2. izd. 1941.; 3. izd. Hadži Ahmed Kujundžić, Sarajevo, 1943.; 4. izd. Junačke narodne pjesme bosansko-hercegovačkih muslimana, vl. naklada, Sarajevo, 1967.; 5. proš. izd. Junačke narodne pjesme herceg-bosanskih Muslimana, Nakladni zavod Matice hrvatske, Zagreb, 1991.)
- Muslimanske pripoviesti iz Bosne, Hrvatsko narodno blago, sv. 2., Tisak i naklada Hrvatske državne tiskare Zagreb, podružnica Sarajevo, Sarajevo, 1944.
- Muslimanske ženske pjesme. Zbirka narodnih ljubavnih pjesama, Hrvatska državna tiskara Zagreb, podružnica Sarajevo, Sarajevo, 1944.
- Od bešike do motike: narodne lirske i pripovijedne pjesme bosansko-hercegovačkih muslimana: sabrao: Alija Nametak., vl. naklada, Sarajevo, 1970.
- Narodne pripovijesti bosansko-hercegovačkih Muslimana, vl. naklada, Sarajevo, 1975.

## Vanjske povezice
- Rođen Alija Nametak, historija.ba (boš.)